# Exosporella symploci
Exosporella symploci är en svampart som beskrevs av Höhn. 1912. Exosporella symploci ingår i släktet Exosporella, divisionen sporsäcksvampar och riket svampar.   Inga underarter finns listade i Catalogue of Life.